# Bouchon de radiateur
Il bouchon de radiateur (tappo del radiatore) o mascotte è una piccola statua che veniva posta sulla calandra delle auto negli anni venti-sessanta a scopo estetico ed identificativo. 

## Storia
I materiali che costituivano queste statuette erano i più svariati: ottone, zinco, vetro, bronzo e rivestimenti in nichel, argento o più raramente oro. Le mascotte scomparvero quasi del tutto dopo che nel 1966 in Gran Bretagna prima, e in altri stati europei poi, vennero proibite in quanto ritenute pericolose nel caso di incidenti a danno di pedoni.
Le uniche mascotte rimaste ancora oggi sono quelle di Mercedes-Benz e Rolls Royce che essendo montate elasticamente, si flettono in caso di urto.

## Polene automobilistiche

### Francois Bazin
È di Francois Bazin l'enorme Cicogna che decora il frontale delle Hispano-Suiza, omaggio a Georges Marie Ludovic Jules Guynemer il cui aereo montava un motore della casa e che aveva scelto questo uccello come simbolo per la sua squadriglia.

### Rembrandt Bugatti
Rembrandt Bugatti, fratello del costruttore Ettore Bugatti, ha modellato l'originale Elefante danzante per decorare la calandra della Bugatti Royale.

### René Jules Lalique
Altre mascotte famose sono le creazioni in vetro di René Jules Lalique autore anche dei 'cinque cavalli' della Citroën 5CV, il quale solo nel 1932 propose ben 27 diversi modelli di mascotte per le auto più lussuose del periodo come Hispano-Suiza, Isotta Fraschini, Bugatti, Bentley, Marmon e Cord. Il bouchon de radiateur più famoso di Lalique rimane lo 'spirito del vento' che venne presentato la prima volta montato su una Minerva AK al salone di Parigi del 1928. Un'altra sua famosa ma più tetra creazione è la testa d'aquila che adornava le macchine degli ufficiali nazisti. Le sue mascotte più rare e ricercato sono la volpe, la civetta, la cometa, la testa di pavone e la testa di ariete, prodotte in numero minore rispetto alle altre.

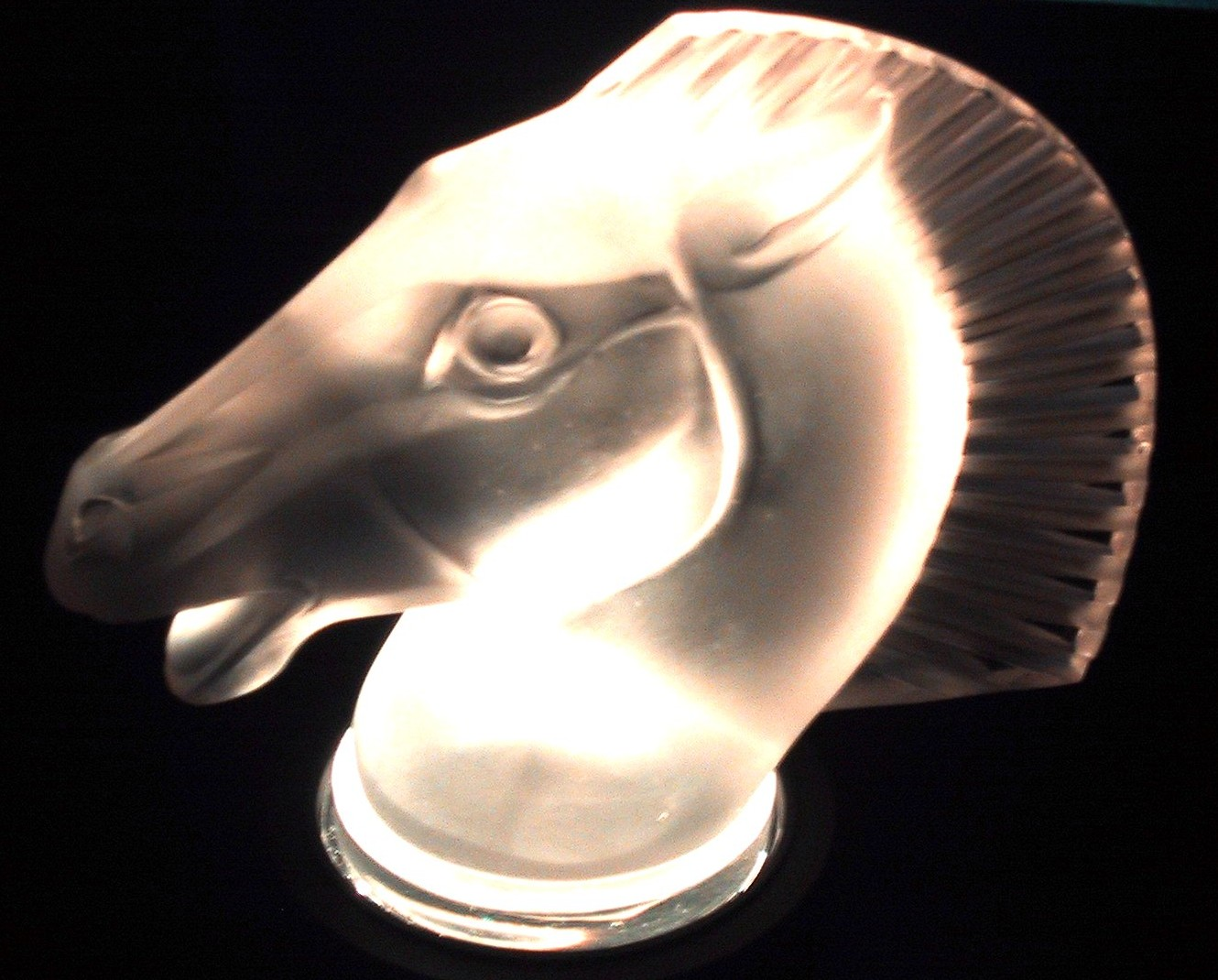
Una creazione di Lalique visibile al Museo Toyota dell'Auto di Nagoya
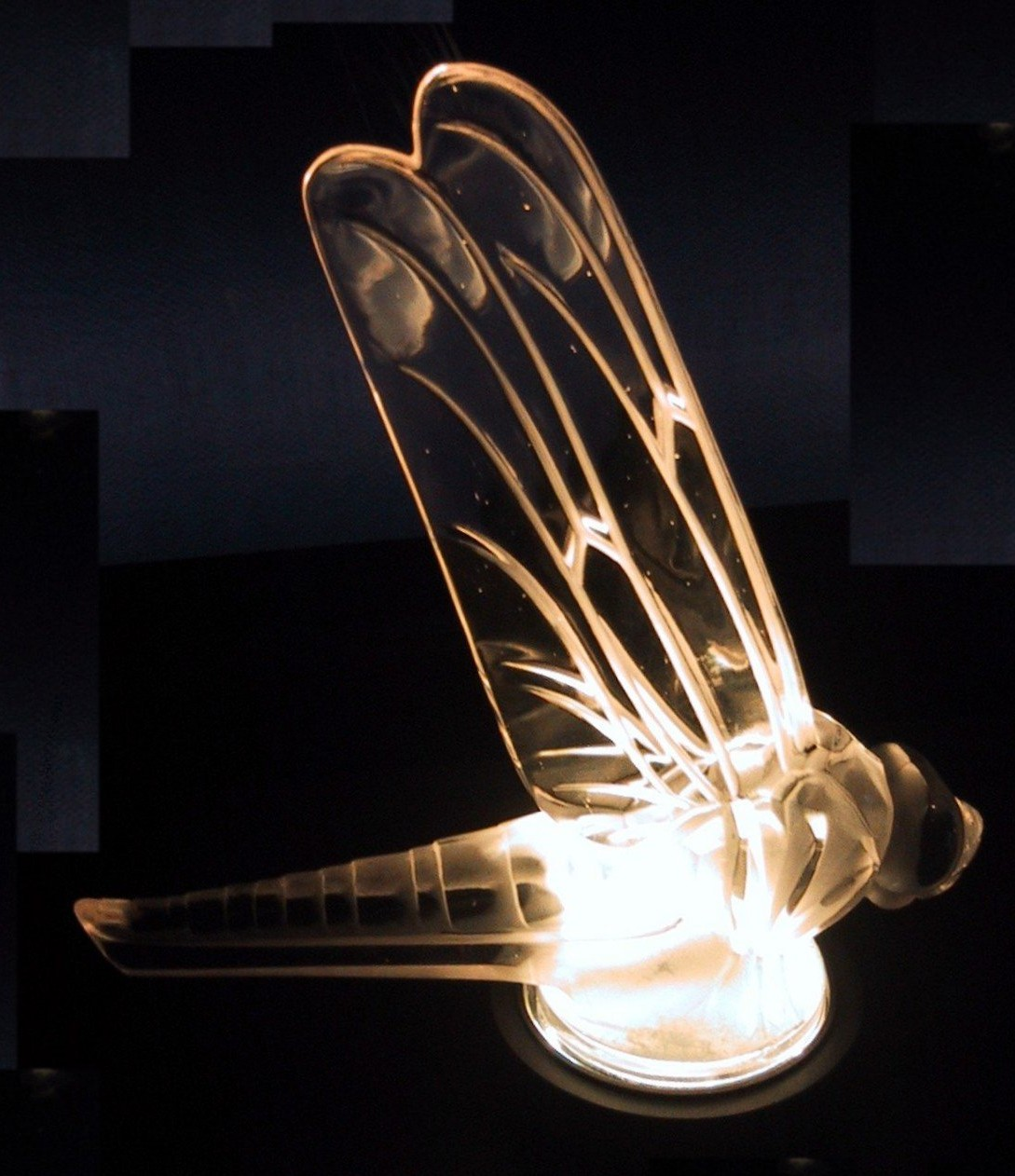
Libellula di Lalique

### Aziende inglesi
Ampia era anche la produzione di bouchon in Inghilterra: per esempio la Louis Lejeune, azienda nata come piccola fonderia nel 1910 a Londra, aveva in catalogo una sessantina di mascotte di cani. La Desmo nel 1937 realizzò le mascotte per la Jaguar SS100. Altre aziende furono Elkington e Red Ashay.

### Aziende statunitensi
Le aziende americane più famose furono tra le altre Persons Majestic, Doehler Jarvis Company, Packard.

## Galleria d'immagini

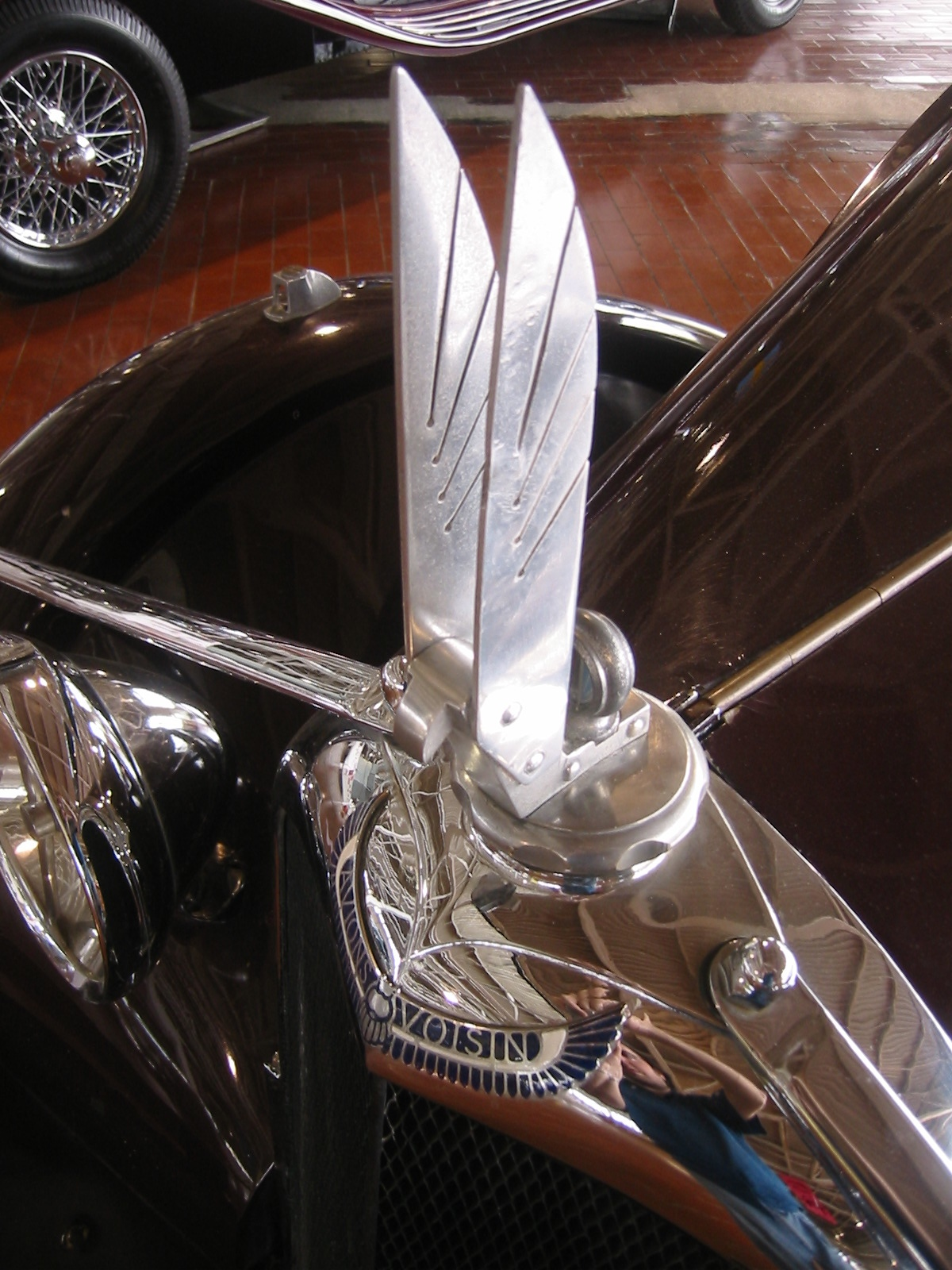
La Cocotte, l'uccello stilizzato montato in questa foto su una Voisin C28
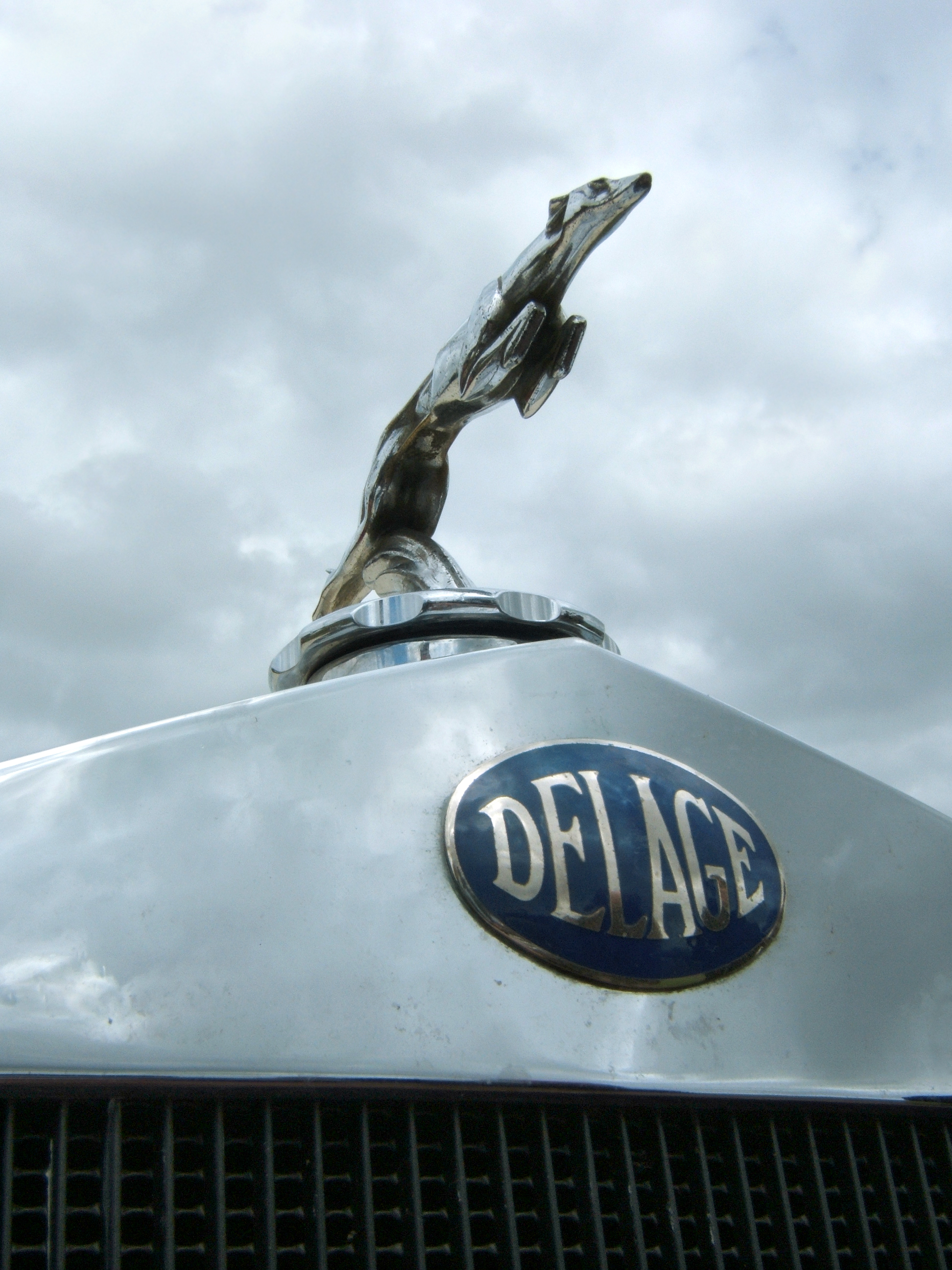
Lo scattante levriero di una Delage
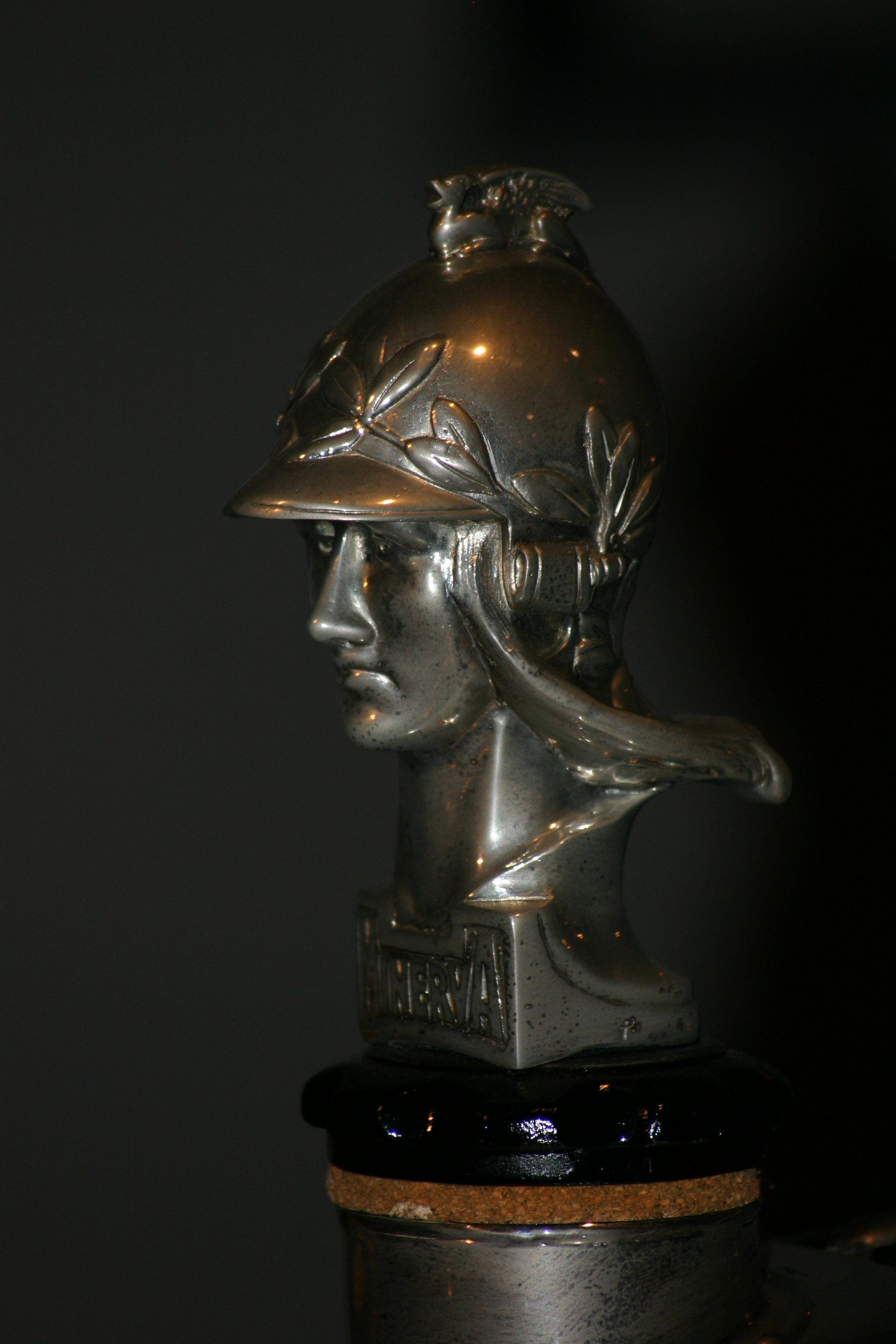
La testa della divinità della guerra Romana Minerva
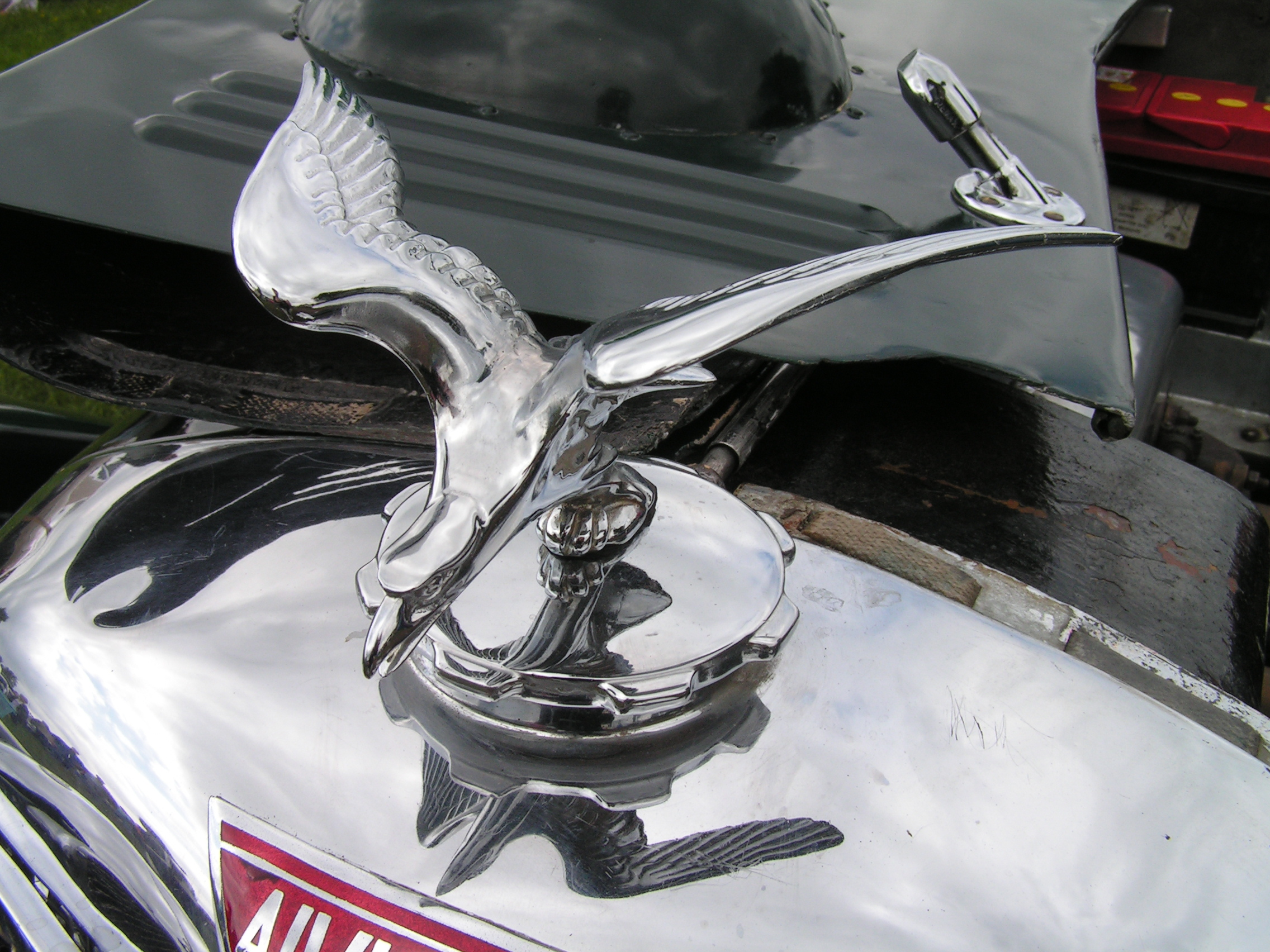
L'aquila contraddistingue i bouchon de radiateur della Alvis
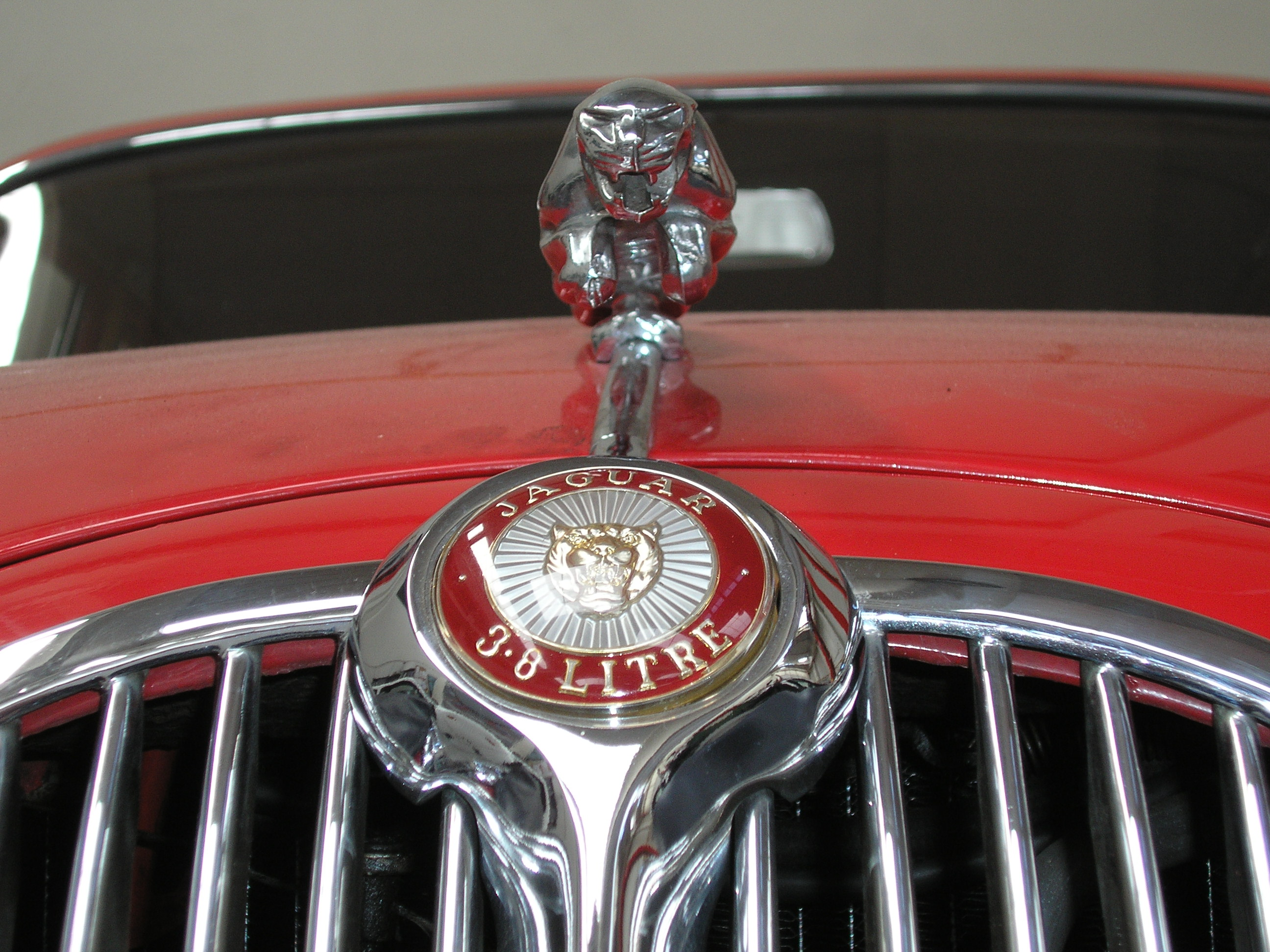
Il giaguaro dell'omonima casa inglese
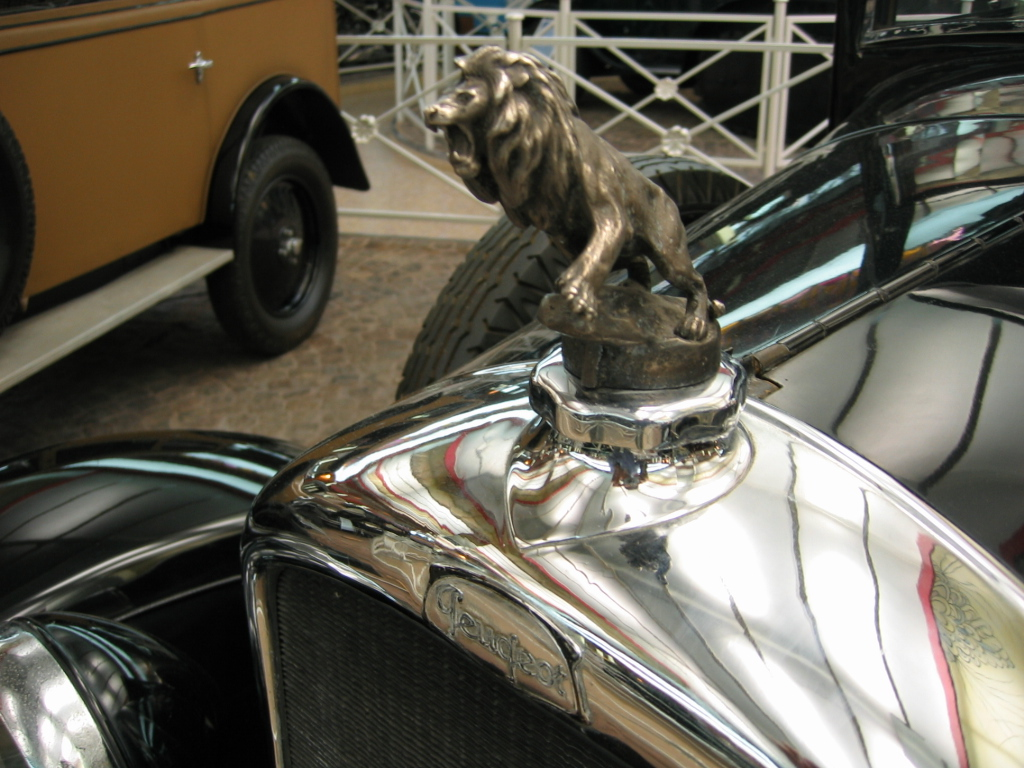
Leone della casa Peugeot sulla Type 177
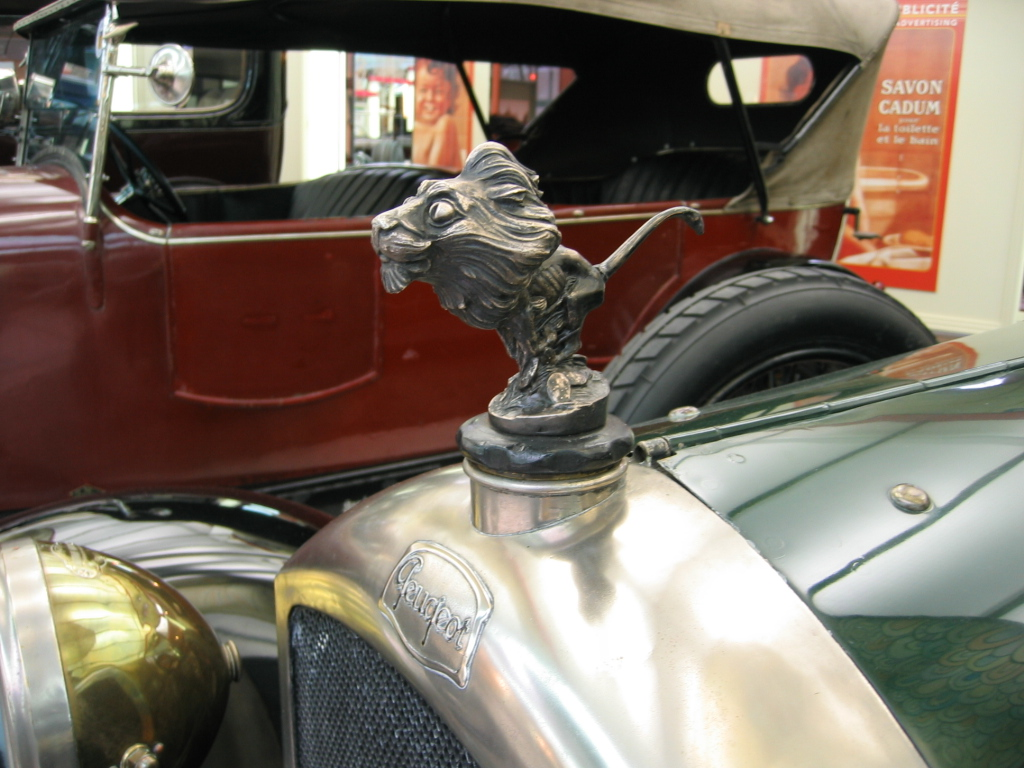
Leone di una Peugeot Type 175
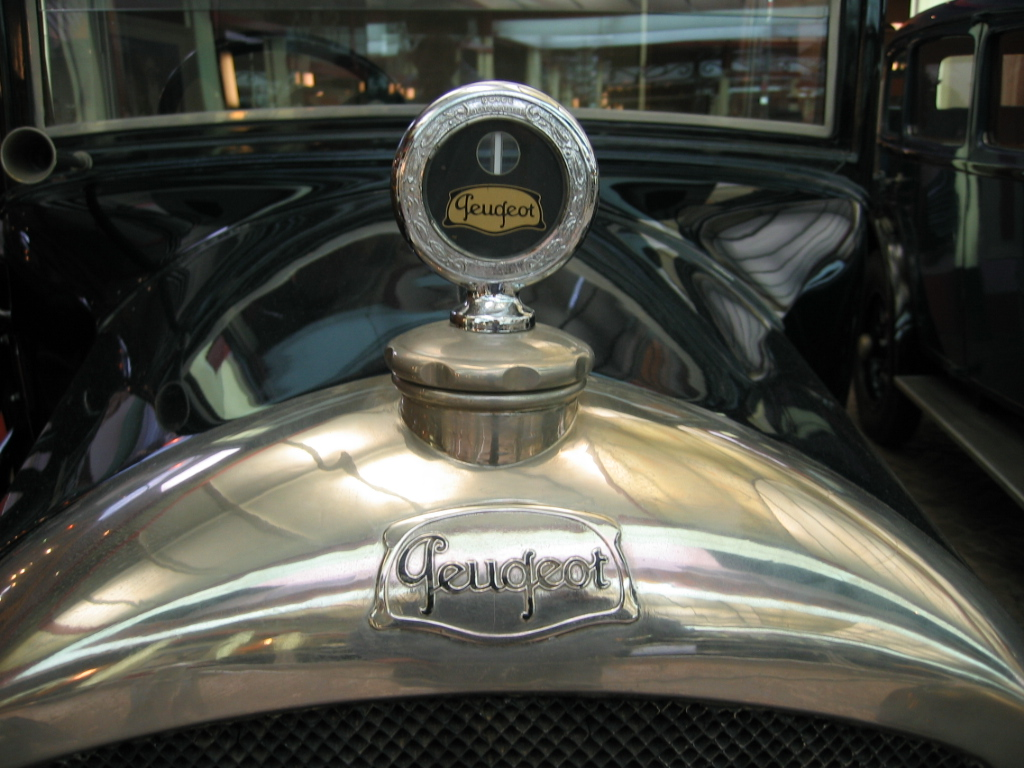
Peugeot Type 153
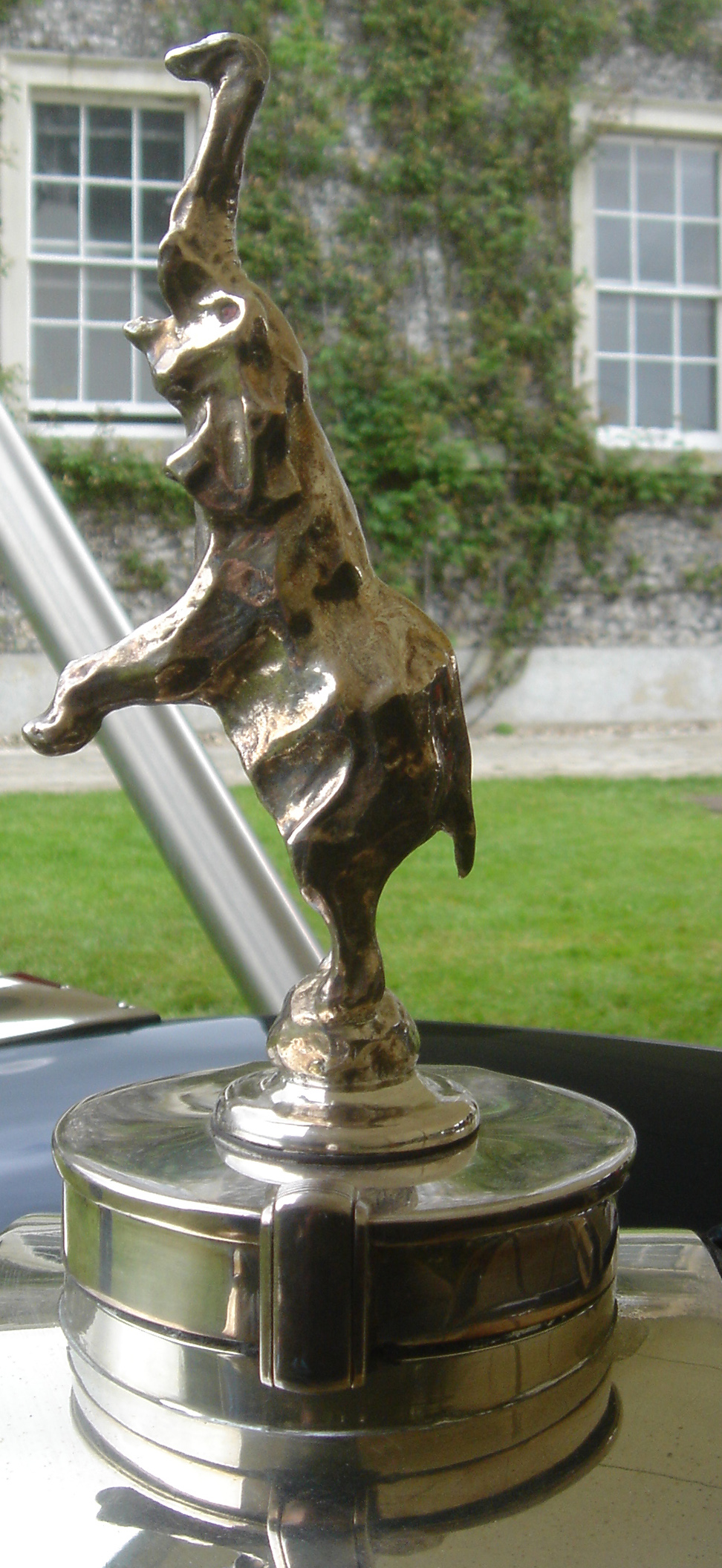
L'elefantino danzante della Bugatti Tipo 41 Royale
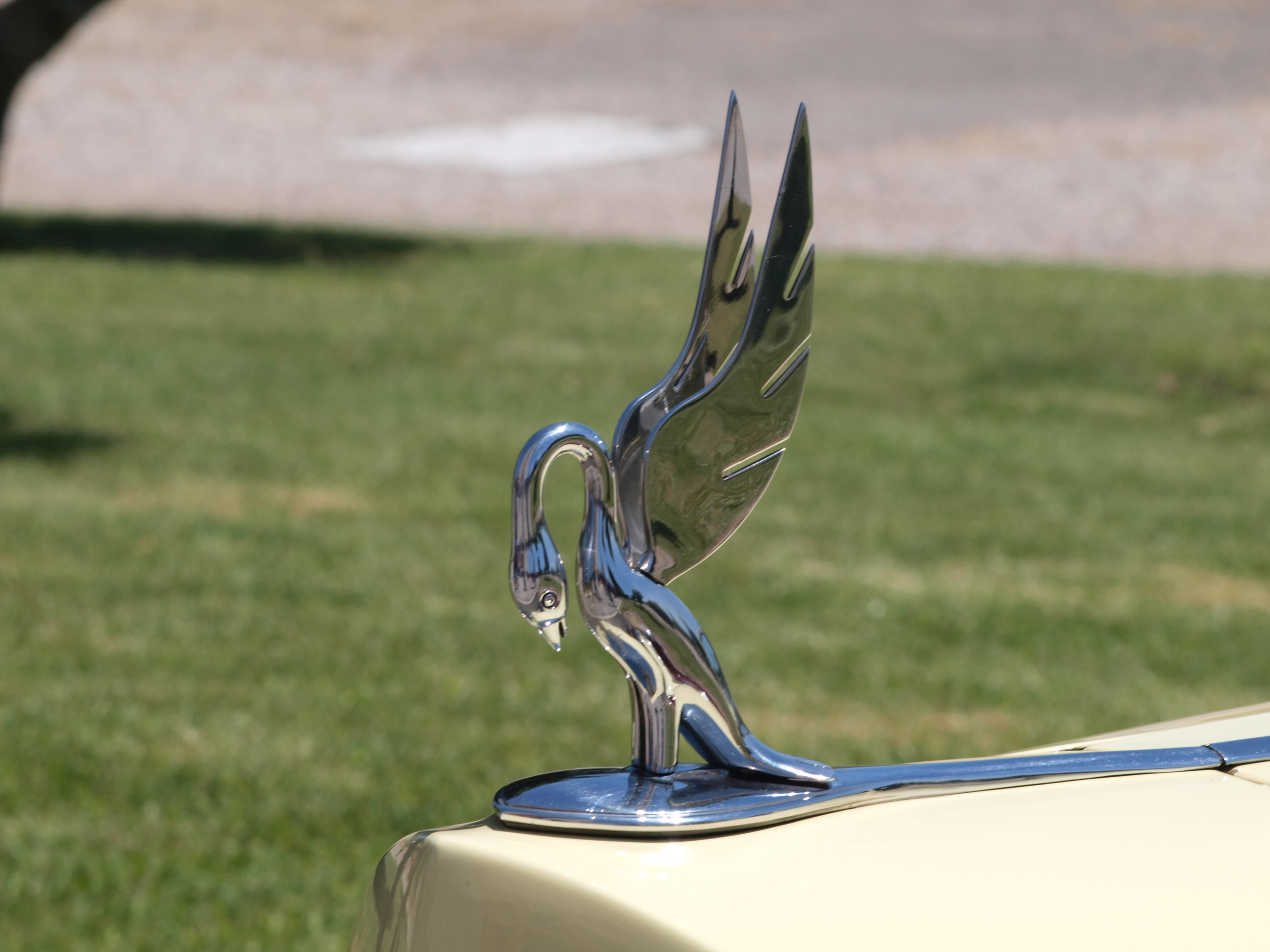
Cigno o Cormorano della Packard - design 193x
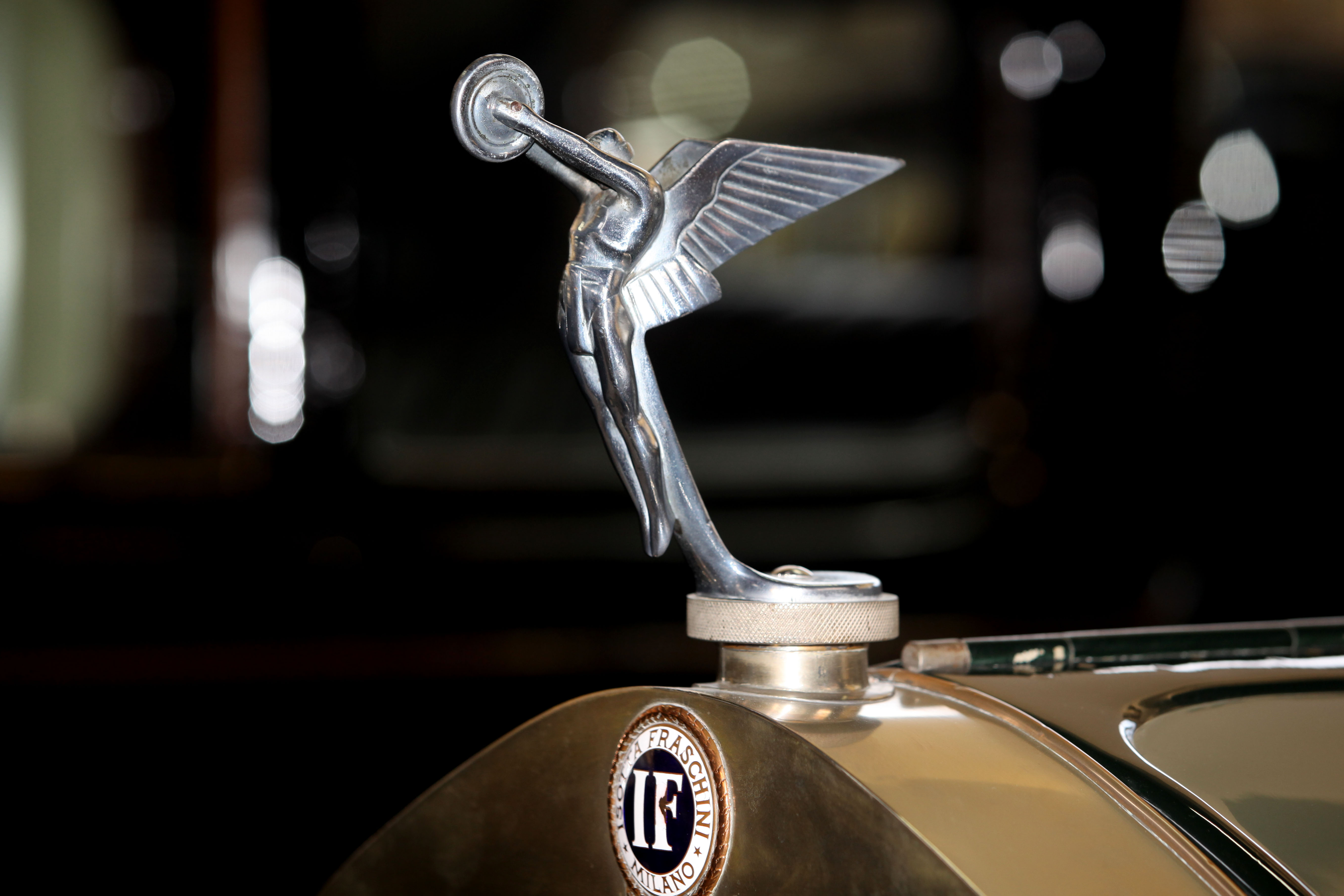
Vittoria alata tipica dell'Isotta Fraschini
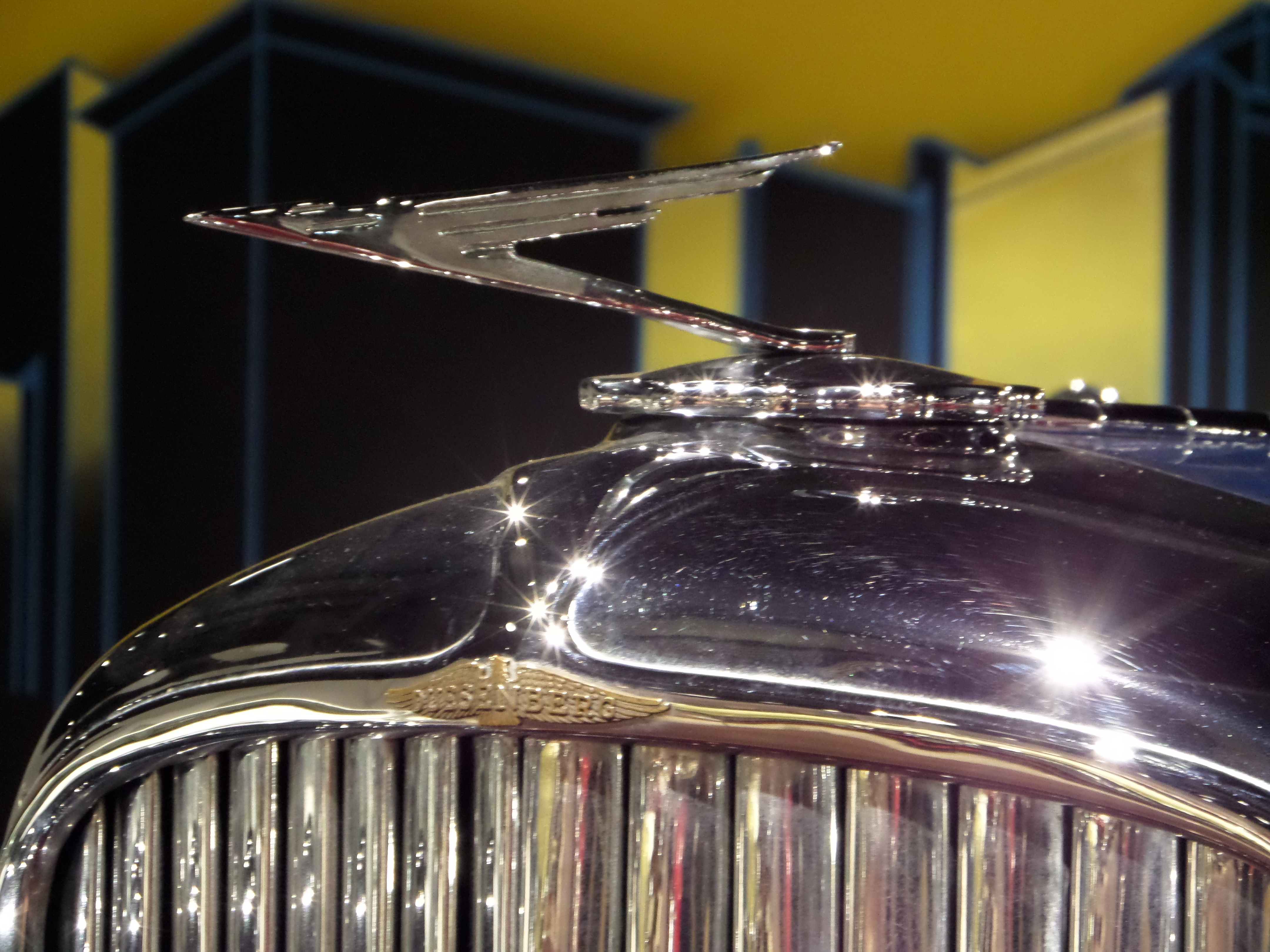
Bouchon de radiateur di una Duesenberg J
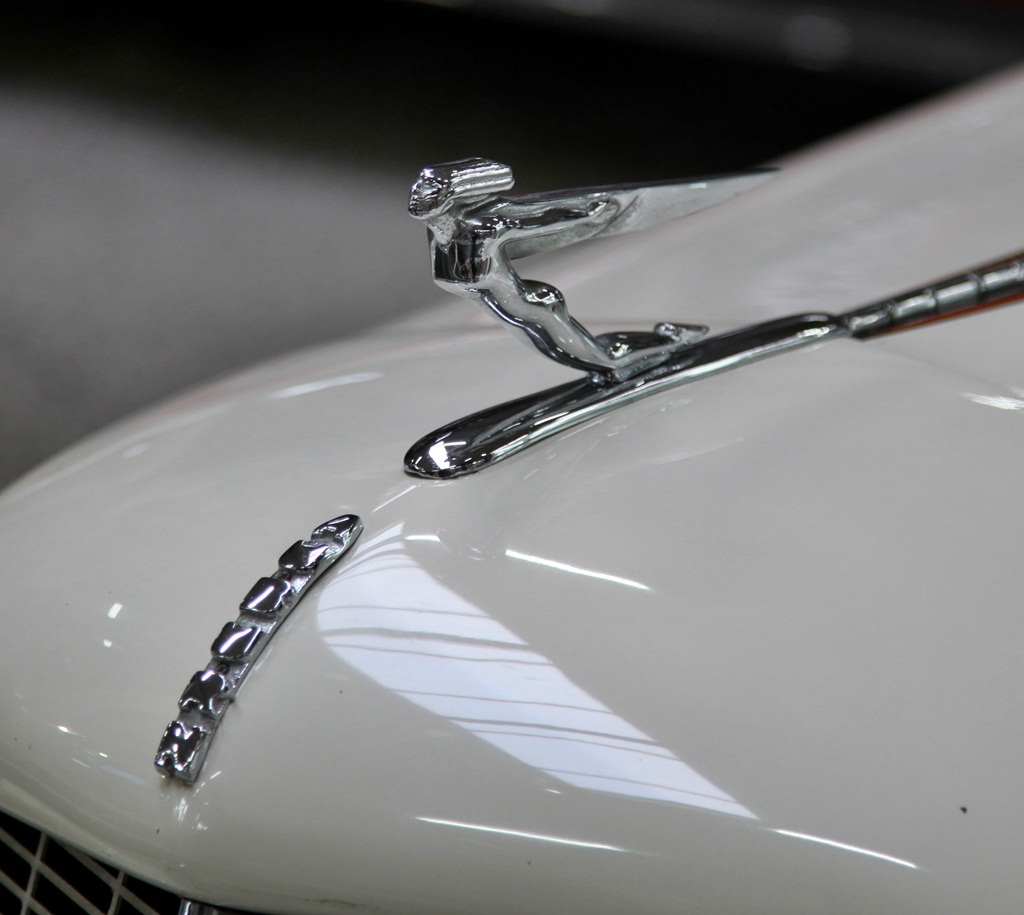
Bouchon tipico della Auburn Automobile
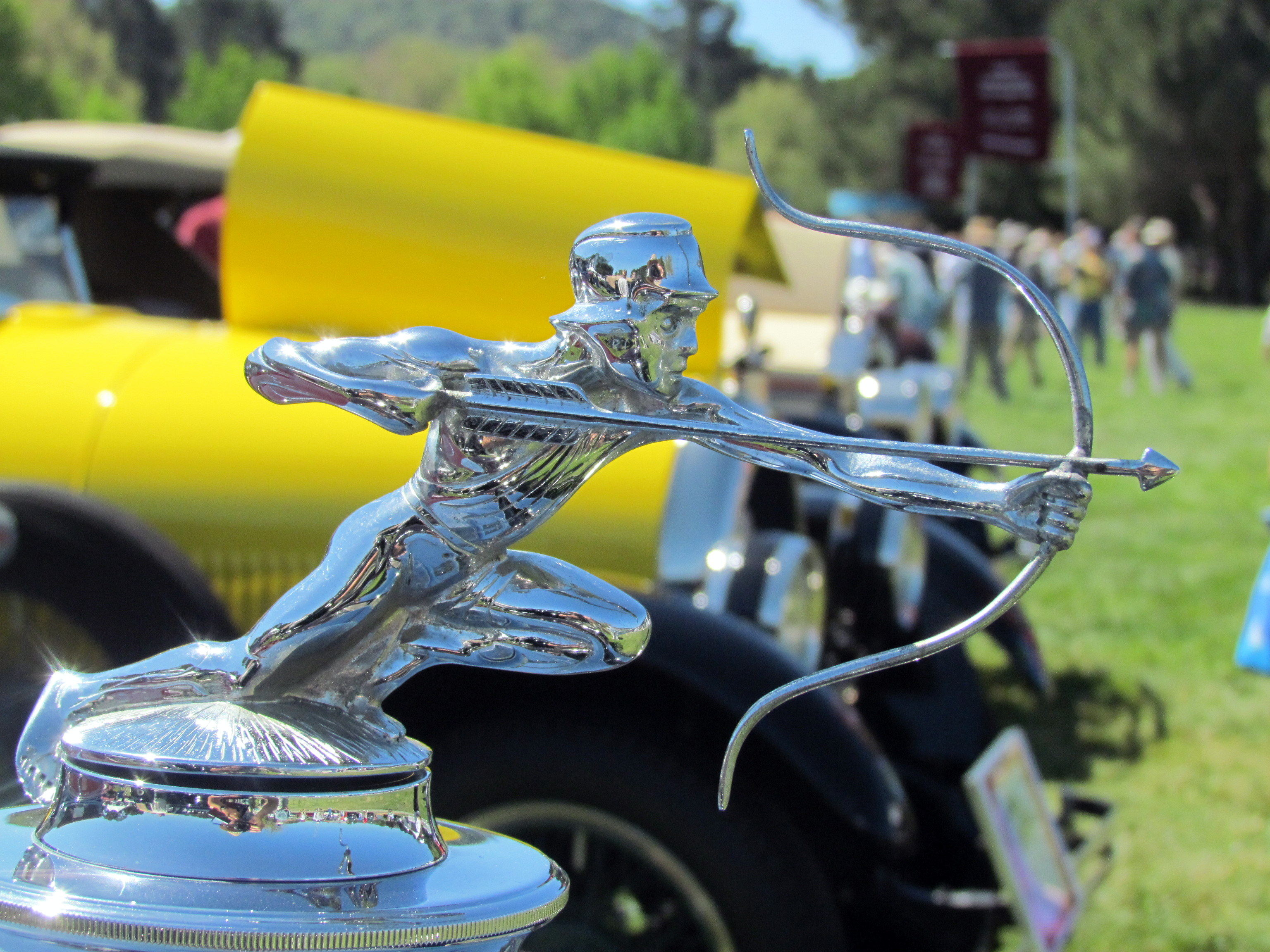
Arciere tipico della Pierce Arrow